# Mount Lindesay (Queensland)
Der Mount Lindesay ist ein 1177 m hoher Berg an der Grenze von Queensland und New South Wales, etwa 140 Kilometer südwestlich von Brisbane in Australien. Der Berg ist das Relikt eines Lavastroms, der vor 23 Millionen Jahren erstarrte.

## Geologie
Der Mount Lindesay hat einen bemerkenswert abgestuften Gipfel, der an Überbleibsel von vulkanischen Lavaflüssen des naheliegenden Focal Peak, eines Schildvulkans, erinnert. Tatsächlich sind der Mount Lindesay und der weiter westwärts liegende Mount Glennie allerdings Überbleibsel eines horizontal fließenden und glühend heißen Gesteinsflusses, der von den Mount Gillies Volcanics gebildet wurde, möglicherweise vom Mount Gillies. Die Lava erstarrte zu Rhyolith und wurde im Verlauf der Zeit freigewittert.

## Lage
Der Mount Lindesay liegt im Mount-Barney-Nationalpark in Queensland und im Border-Ranges-Nationalpark in New South Wales. Abseits der nördlichen Berghänge ist der Rest des Berges von dichtem subtropischem Regenwald bedeckt. Der Gipfel ist häufig von Wolken und Dunst bedeckt.
Auf der Westseite führt der Mount Lindesay Highway an dem Berg vorbei.

## Geschichte
Die traditionellen Eigentümer des Mount Lindesay waren die Aborigines der Githabul. Ihnen wurde im Februar 2007 der Berg im Rahmen ihres Native Title-Besitzanspruchs mit 1120 Quadratkilometer Land erfolgreich zugesprochen. Der Berg ist für sie von besonderer zeremonieller Bedeutung.
Die ersten Europäer, die den Berg aus der Ferne sahen, waren Patrick Logan, der schottische Botaniker Charles Frazer und Allan Cunningham, die auf einer Expeditionsreise im Jahr 1828 den Mount Barney bestiegen. Francis Roberts, ein Entdeckungsreisender, und sein Assistent Isiah Rowland waren die ersten Europäer, die das Gebiet des Berges traversierten. Der Berg wurde von Cunningham nach einem britischen Botaniker namens Hooker Mount Hooker benannt. Später wurde er nach Sir Patrick Lindesay, einem Gouverneur von New South Wales umbenannt.

## Bergsteigen
Die ersten Europäer, die den Berg im Mai 1872 bestiegen, waren Thomas de Montmorency Murray-Prior und Phillip Walter Pears. Allerdings hatten die Aborigines den Berg bereits vor Jahrtausenden bestiegen. Anschließend folgten weitere europäische Bergsteiger, und die ersten Frauen auf dem Berg waren Jean Easton and Nora Dimes aus Brisbane im März 1931.
Im Dezember 1928 stürzte ein Bergsteiger beim Aufstieg im Alleingang am Vidler’s Chimney tödlich ab und im Juni 2011 Ross Miller als Mitglied einer Bergsteigergruppe.